# Steinunn Sigurðardóttir
Steinunn Sigurðardóttir (Reykjavík, 26 agosto 1950) è una scrittrice e poetessa islandese.

## Biografia
Nata a Reykjavík nel 1950, vive e lavora tra Berlino e la città natale.
Dopo gli studi di filosofia e psicologia allo University College Dublin, ha lavorato come giornalista, traduttrice e produttrice televisiva.
Ha esordito diciannovenne con la raccolta di liriche Sífellur e in seguito ha pubblicatonumerose opere tra romanzi, raccolte di racconti, libri biografici e per l'infanzia.
Vincitrice del Premio Letterario Islandese nel 1995, il suo romanzo d'esordio Tímaþjófurinn del 1986 è stato trasposto in pellicola nel 1998.

## Opere principali

### Romanzi
- Tímaþjófurinn (1986)
- Síðasta orðið (1990)
- Hjartastaður (1995)
- Hanami: sagan af Hálfdani Fergussyni (1997)
- Jöklaleikhúsið (2001)
- Sólskinshestur (2005)
- Góði Elskhuginn (2009)
- JóJó (2011)
- Fyrir Lísu (2012)
- Gæðakonur (2014)

### Raccolte di racconti
- Sögur til næsta bæjar (1981)
- Skáldsögur (1983)
- Ástin fiskanna (1993)
- Hundrað dyr í golunni (2002)

### Raccolte di poesie
- Sífellur (1969)
- Þar og þá (1971)
- Verksummerki (1979)
- Kartöfluprinsessan (1987)
- Kúaskítur og norðurljós (1991)
- Hugástir (1999)
- Ljóðasafn: frá Sífellum til Hugásta (2004)
- Ástarljóð af landi (2007)
- Af ljóði ertu komin (2016)
- Að ljóði munt þú verða (2018)

### Biografie
- Ein á forsetavakt: dagar í lífi Vigdísar Finnbogadóttur (1988)
- Heiða (Heiða, 2016), Milano, Mondadori, 2016 traduzione di Silvia Cosimini ISBN 978-88-04-70952-7.

### Libri per ragazzi
- Frænkuturninn (1998)

## Adattamenti cinematografici
- Vite rubate (Voleur de vie), regia di Yves Angelo (1998)

## Premi e riconoscimenti
- Premio Letterario Islandese: 1995 vincitrice con Hjartastaður